# Ocypode nobilii
Ocypode nobilii is een krabbensoort uit de familie van de Ocypodidae. De wetenschappelijke naam van de soort is voor het eerst geldig gepubliceerd in 1902 door de Man.